# Alguacil
Alguacil (von arabisch al-wazir) hießen subalterne Beamte der spätmittelalterlichen städtischen Justizverwaltung in Spanien.
Sie hatten richterliche oder administrative Anordnungen auszuführen. Der Aufgabenbereich des deutschen Büttels ist vergleichbar.
Das Amt des Alguacil entstand im 13. Jahrhundert am kastilisch-leonesischen Königshof.
Am aragonesischen Königshof des 14. Jahrhunderts sind zwei Alguacils (katalanisch Algotzirs) für die Rechtsfindung im Palastbezirk zuständig.